# Нон-стоп
Нон−стоп (енгл. Non-Stop) је амерички акциони трилер филм из 2014. године у режији Жаумеа Колета Сера. Сценарио потписују Џон Ричардсон, Крис Роч и Рајан Енгл из приче Ричардсона и Енгла, док су продуценти филма Џоел Силвер, Алекс Хајнемен и Ендру Рона.  Музику је компоновао Џон Отман.
Насловну улогу тумачи Лијам Нисон као федерални ваздухопловни маршал Бил Маркс, док су у осталим улогама Џулијана Мур, Скот Мекнајри, Мишел Докери, Нејт Паркер, Џејсон Батлер Харнер и Ејнсон Маунт. Светска премијера филма је била одржана 28. фебруара 2014. у Сједињеним Америчким Државама. Филм такође представља другу сарадњу између Лијама Нисона и Жаумеа Колета Сера након филма Безимени из 2011.
Буџет филма је износио између 28 и 50 000 000 долара, а зарада од филма је 222 800 000 долара.

## Радња
Бил Маркс (Лијам Нисон) је амерички шериф задужен за сигурност авиона у филму Нон Стоп, напетом акцијском трилеру чија се радња одвија на висини од 12 000 метара. Током прекоокеанског лета од Њујорка до Лондона, Маркс добива низ претећих порука — сваких 20 минута ће бити убијен један путник, све док авио компанија не пребаци 150 милиона долара на тајни банковни рачун.
У овој причи упознајемо измученог Била Маркса који је, по свему судећи, одустао од живота. Бивши њујоршки полицајац седи у свом прљавом аутомобилу у зрачној луци и довршава виски. Притом постаје јасно да је то начин на који се обично мотивира за одлазак на посао. Очито се ради о човеку који је изгубљен. Док се припрема укрцати на Боинг 767, на рутински лет до Европе и натраг, алкохолизирани Маркс је на рубу и жели само што брже одрадити свој посао.
Током укрцаја Маркс сусреће још неке путнике и измењује значајне погледе са стјуардесом Ненси (Мишел Докери), коју, чини се, добро познаје. Авион полеће у правцу Лондона и чини се како ће ово бити још један уобичајени шестосатни лет.
Убрзо по полетању сазнајемо да је Маркс амерички шериф задужен за сигурност авиона којем почињу пристизати поруке преко сигурне мреже у којима се од њега захтева да затражи од авио компаније да пребаци 150 милиона долара на тајни рачун или ће сваких 20 минута бити убијен један путник. Маркс закључује да је пошиљатељ порука на лету и да мисли озбиљно па креће решити мистериј. Остатак радње одвија се готово у стварном времену док Маркс покушава сазнати у кога може имати поверења, а уплашена посада и путници се питају је ли Маркс тај који покушава спустити њихов авион или се само издаје за шерифа.

## Улоге
| Глумац               | Улога      |
| -------------------- | ---------- |
| Лијам Нисон          | Бил Маркс  |
| Џулијана Мур         | Џен Самерс |
| Скот Мекнајри        | Том Боувен |
| Мишел Докери         | Ненси      |
| Нејт Паркер          | Зек Вајт   |
| Џејсон Батлер Харнер | Кајл Рајс  |
| Ејнсон Маунт         | Џек Хамонд |